# IC-751A
IC-751A là tên hiệu của loại máy thu phát sóng ngắn do ICOM sản xuất có dải tần số làm việc phủ toàn dải sóng nghiệp dư (1,8-30 MHz) với tất cả các chế độ làm việc.

## Hoạt động
Với các ưu điểm: độ nhạy thu cao, công suất phát khá, độ ổn định tần số cao, máy có thể liên lạc ổn định với cự ly từ vài chục km đến vài nghìn km, trong mọi điều kiện thời tiết. Cấu tạo máy gọn nhẹ, sử dụng linh kiện bán dẫn và vi mạch hóa hoàn toàn.
Ở chế độ thu, máy làm việc trong toàn dải từ 100 kHz đến 30 MHz với độ ổn định, độ nhạy cao do sử dụng kỹ thuật tiên tiến như DFM (đổi tần trực tiếp) hoặc DDS (tổng hợp tần số bằng kỹ thuật số) cùng bộ triệt tiêu đầu vào (làm giảm ảnh hưởng giao thoa), và bộ khuếch đại cao tần.
Máy có 32 khối nhớ để lưu trữ chế độ, tần số, giúp cho việc sử dụng rất thuận tiện; có chế độ quét kênh nhớ, tần số, cho phép dò thu kênh đơn giản hơn.